# Auca
 (avril 2025).
Si vous disposez d'ouvrages ou d'articles de référence ou si vous connaissez des sites web de qualité traitant du thème abordé ici, merci de compléter l'article en donnant les références utiles à sa vérifiabilité et en les liant à la section « Notes et références ».

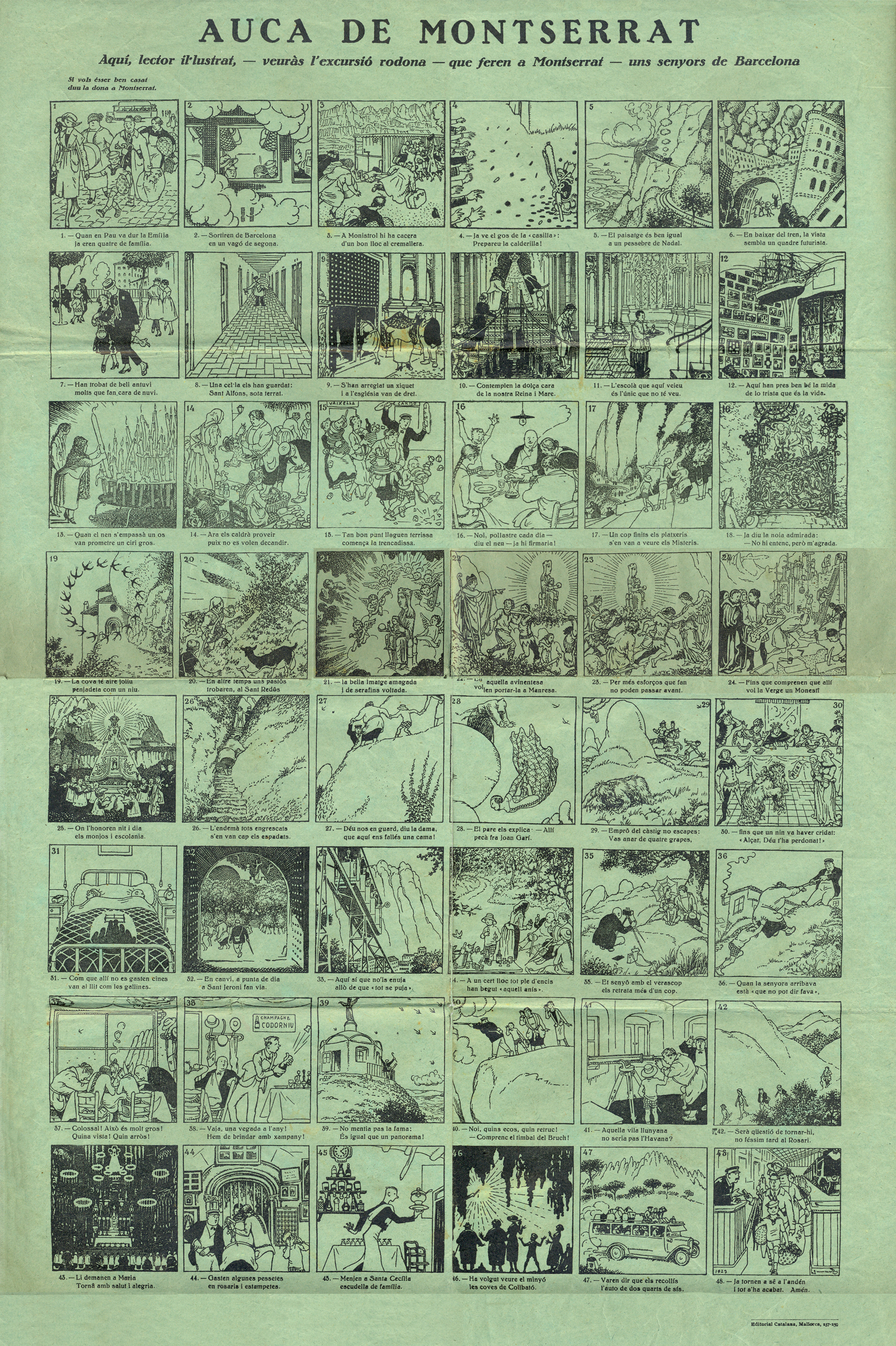
LAuca de Montserrat de 1923

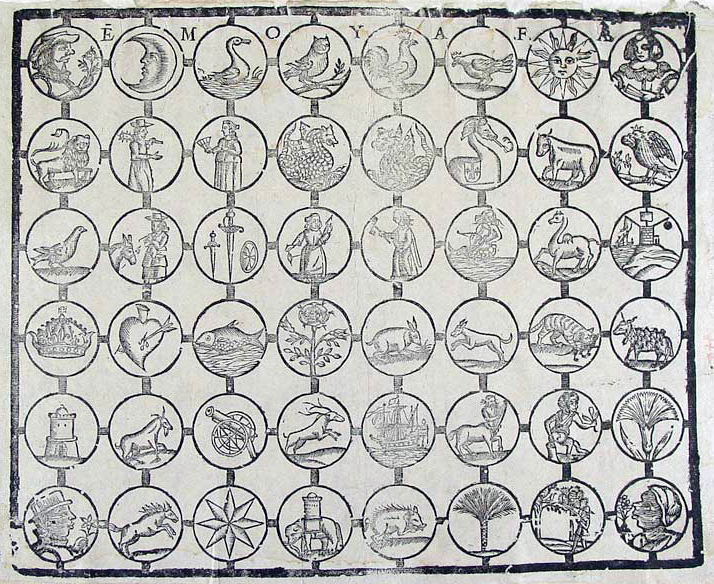
Auca del Sol i de la Lluna de Pere Abadal, 1676

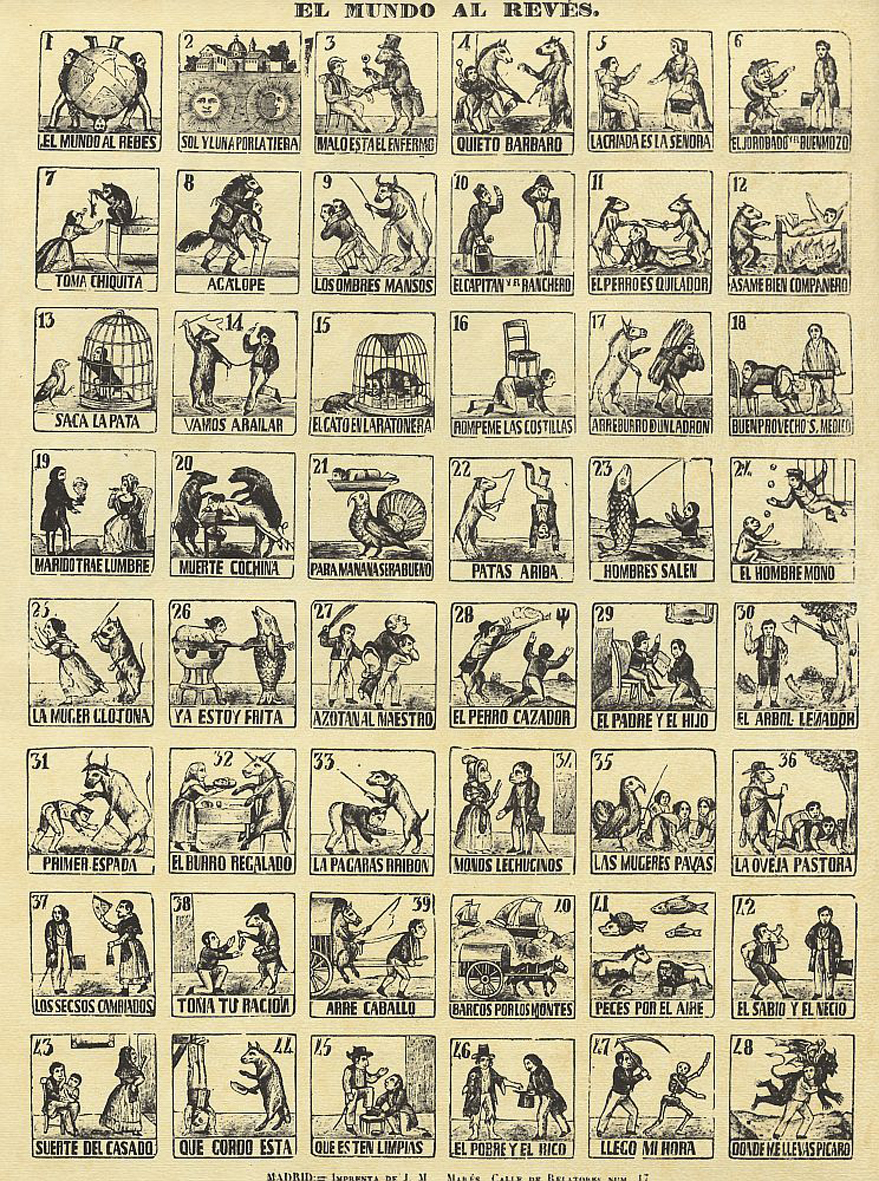
Le Monde à l'envers, auca publiée à Madrid par J. M. Mares

Les auques (en catalan) ou aleluyas (en espagnol) sont un genre graphique et littéraire propre à l'Espagne et largement cultivé en Catalogne, qui se présente sous la forme d'une feuille imprimée, portant une succession de dessins accompagnés de textes en vers.

## Caractéristiques
Auca, en catalan « oie », pluriel auques, vient du jeu de l'oie, présentant comme lui une sorte de parcours d'une image à l'autre. Une auca est consacrée à un thème particulier, qui peut être très variable. En principe, l'auca comporte 48 images, chacune étant accompagnée de deux vers heptasyllabiques, avec des rimes consonantes. Toutefois la métrique peut différer, on peut avoir des tercets ou des quatrains, avec un nombre différent de syllabes, pourvu que chacun accompagne une image, le texte étant écrit (ou imprimé) au pied de celle-ci. Il convient d'éviter les rimes faciles faisant intervenir le gérondif ou l'infinitif.

## Histoire
Les auques se sont développées à partir du XVIe siècle, en perfectionnant les dessins du jeu de l'oie, mais indépendamment de celui-ci. Les premières auques étaient souvent anonymes et beaucoup ne portaient pas de texte. 
L'origine des auques était certainement divinatoire, avec des figurines représentant les diverses périodes de l'horoscope, les astres, soleil, lune, étoiles. Puis les thèmes religieux ont été prédominants. Parmi les auques historiques, El Libro del juego de las suertes est daté de 1515, comme Las maravillas del mundo, des imprimeurs Alfonso de la Fuente et Juan Jofré, ou La vida y Pasion de Cristo de frère Francisco Doménech[réf. nécessaire]. Au XVIIe siècle, apparaissent, en plus des thèmes religieux, les auques dels oficis, avec les textes rimés. Au XVIIIe, on voit les Jocs d'infantesa (jeux d'enfance). Avec l'invasion française de 1808 apparaît la propagande politique (El Cuadro, 1810).
Le XIXe siècle est l'âge d'or des auques. Les thèmes sont diversifiés à l'extrême, animaux, jeux d'enfants, fêtes annuelles (Calendario popular de fray Polipodio), processions, moralités (Vida de la mujer buena y de la mala), religion (Via crucis), histoire (Guerra de Cuba). On a composé des auques pour des circonstances exceptionnelles, cérémonies diverses, satires… Dans une population souvent illettrée, la lecture publique était confiée à une personne sachant lire. Les auques, au même titre que les romans populaires, les estampes et les goigs (hymnes illustrés en l'honneur d'un saint ou de la Vierge) font partie de ce qu'on a appelé literatura de fil y canya (littérature de fil et de roseau), en raison du mode de présentation par les colporteurs, les auquers, qui les vendaient, attachés, par un roseau fendu, à un fil tendu entre deux clous plantés dans un mur, dans toutes les foires, marchés, fêtes populaires et partout où il pouvait y avoir une affluence de peuple. Au XXe siècle, des auteurs se sont acquis une certaine renommée, comme Joan García Junceda i Supervia (1881-1948), dessinateur, illustrateur et caricaturiste, Valentí Castanys i Borràs (1898-1965), Pahissa… La tradition des auques, qui a été très vivante se perpétue encore, dans une moindre mesure, aujourd'hui, sous des formes modernisées (usage de photographies, etc.)
Santiago Rusiñol i Prats (1861-1931), peintre, écrivain, collectionneur, journaliste et dramaturge catalan, écrivit un livre intitulé Auca del Senyor Esteve (1907), devenu un classique du roman populaire barcelonais.